# Alexis Pota
Alexis Pota est un médecin et homme politique français né le 17 juillet 1932 à Saint-Denis de La Réunion et mort le 30 avril 2014 à Saint-Paul.

## Biographie
Il est élu député de La Réunion en tant que non-inscrit le 13 octobre 1988 et reste en fonction jusqu'au 1er avril 1993.
Il a par ailleurs été membre du conseil régional de La Réunion dès 1983.